# Церковь Петра и Павла (Вильнюс)
Церковь Святых Первоверхо́вных Апо́столов Петра́ и Па́вла (Петропавловская церковь) — православный храм в Новой Вильне на улице Коялавичяус (A. Kojelavičiaus g. 148); деревянное здание. Настоятель Петропавловской церкви протоиерей Евгений Руденко.

## История
Созданный в 1903 году Комитет по возведению в Новой Вильне православной церкви во главе с женой виленского губернатора Софьей Александровной Верёвкиной на собранные средства сумел арендовать участок земли в 2,5 га. Для каменного здания средств не доставало, поэтому был построен деревянный храм. Чин освящения совершил архиепископ Виленский и Литовский Никандр (в миру Николай Дмитриевич Молчанов) 30 марта 1908 года.
В 1910 году было получено разрешение от Священного Синода на строительство каменного храма. Часть требуемых средств поступила только в сентябре 1914 года. Архиепископ Виленский и Литовский Тихон (Белаввин) 18 сентября 1914 года освятил место закладки каменного храма. К лету 1915 года было возведено здание церкви. В сентябре 1915 года Вильну заняли немцы. Недостроенный храм был разобран на кирпичи, использованные для постройки порохового завода.
С 1918 года Петропавловский приход был приписан к Евфросиньевской церкви, с 1923 года по 1933 год — к Пречистенскому собору. Трудами настоятеля священника Феодора Шипицы был образован самостоятельный приход, были построена колокольня, вырыт колодец, огорожена церковная территория, приведено в порядок кладбище.
Советскими властями Петропавловский приход был зарегистрирован в 1947 году. В 1955 году был проведён капитальный ремонт, в 1957 году возведена новая колокольня.
При храме действует воскресная школа для взрослых. С 1967 по 1999 год настоятелем прихода служил митрофорный протоиерей Борис Григорьевич Черепенников, потомственный священник; много потрудился на благо прихода. С 2000 по 2018 годы настоятелем был протоиерей Михаил Купарев. С 15 августа 2018 года настоятелем назначен протоиерей Владимир Ринкевич, служивший до этого в храме Святых Константина и Михаила г. Вильнюса.